# Factoriseren

In de wiskunde is het factoriseren of het ontbinden in factoren van een product het herschrijven van dat product in kleinere delen, die met elkaar vermenigvuldigd weer het oorspronkelijke product opleveren. Die kleinere delen heten de factoren van het originele product. Bijvoorbeeld gehele getallen, polynomen en matrices kunnen in factoren worden ontbonden. Wanneer de factoren van een positief geheel getal worden berekend, spreekt men van het ontbinden in priemfactoren. Een getal dat niet verder in priemfactoren kan worden ontbonden, heet een priemgetal. Een polynoom of een matrix, die niet als het product van kleinere factoren is te schrijven heet irreducibel.
De hoofdstelling van de rekenkunde luidt dat ieder natuurlijk getal groter dan 1, op de volgorde na, op een unieke manier kan worden geschreven als het product van twee of meer priemgetallen.
De hoofdstelling van de algebra luidt dat ieder polynoom {\displaystyle f(x)} in één variabele x, waarvan de coëfficiënten gehele, rationale, reële of complexe getallen zijn, in het complexe vlak een nulpunt heeft. Veronderstel dat {\displaystyle n} de graad van f is. Het directe gevolg van de hoofdstelling van de algebra is dat {\displaystyle f(x)} kan worden ontbonden in een product van n lineaire factoren {\displaystyle x-c_{i}}, waarin iedere {\displaystyle c_{i}} een complex getal is.

## Voorbeelden
Het getal 15 kan worden ontbonden in de factoren 3 en 5, aangezien {\displaystyle 15=3\times 5}. Evenzo is het getal 8 te ontbinden als {\displaystyle 8=2\times 2\times 2}. Het polynoom {\displaystyle x^{2}-4} kan worden ontbonden als {\displaystyle (x+2)(x-2)}. En {\displaystyle x^{4}-16} kan worden ontbonden als {\displaystyle (x^{2}-4)(x^{2}+4)}, wat weer verder kan worden ontbonden in {\displaystyle (x-2)(x+2)(x^{2}+4)}.
Of een gegeven factor reducibel is, of niet, hangt af van de getallenverzameling, die wordt gebruikt bij de vermenigvuldiging. Zo is het polynoom {\displaystyle x^{2}+4} irreducibel als polynoom met gehele of reële wortels, maar wel te splitsen als polynoom met complexe wortels:
{\displaystyle x^{2}+4=(x+2i)(x-2i)}
Vierkantsvergelijkingen kunnen verder worden ontbonden, bijvoorbeeld 
{\displaystyle x^{2}+2x-15=0}
met de som-product-methode:
{\displaystyle (x+5)(x-3)=0}
{\displaystyle x+5=0} of  {\displaystyle x-3=0}
{\displaystyle x=-5} of  {\displaystyle x=3}
In dat geval moet de discriminant groter dan of gelijk aan 0 zijn.

## Technieken
Voor het ontbinden van een natuurlijk getal in priemfactoren is er een eenvoudig algoritme: voor alle priemgetallen in oplopende volgorde (herhaald) de deelbaarheid te onderzoeken, in voorkomend geval de deling uit te voeren en verder te werken met het quotiënt. Het algoritme stopt als het te onderzoeken priemgetal groter is dan het resterende te ontbinden getal.
Polynomen in één variabele hebben een lineaire deler van de vorm {\displaystyle x-a} dan en slechts dan als {\displaystyle a} een nulpunt is van het polynoom. Door gebruik te maken van het Hornerschema is het mogelijk efficiënt na te gaan of {\displaystyle a} een nulpunt is. Voor polynomen met gehele coëfficiënten maakt dit het mogelijk in een eindig aantal stappen alle lineaire delers te vinden.
Een algoritme, dat een matrix als het product schrijft van andere matrices, om er zo beter mee te kunnen rekenen, heet een decompositie-algoritme. Voorbeelden zijn de LU-decompositie en de QR-decompositie.

## Tabel
- Tabel van priemfactoren

## Websites
- (en)  Wim. Factoris. app voor het ontbinden van getallen en expressies